# Aqua Velva
Aqua Velva este un cocktail pe bază de alcool.

## Ingrediente
- O rămurică de mentă proaspătă
- 250 ml de votcă de calitate
- O lingură de Blue Curaçao

## Preparare
Puneți suficientă mentă pe fundul unui pahar și amestecați-o bine cu o lingură de vodcă până când devine o pastă verde. Puneți apoi pasta de mentă într-un borcan de sticlă cu capac, împreună cu vodca și țineți-o la frigider peste noapte sau eventual mai multe zile, până când vodca devine verzuie. Cu cât țineți mai mult menta în frigider, cu atât aroma va fi mai puternică. Filtrați apoi menta cu un tifon sau o strecurătoare și reintroduceți vodca la frigider.
Serviți vodca în pahare mici peste care adăugați o lingură de Blue Curacao și gheață. Adăugați sifon dacă doriți. Se poate servi și cu o rămurică de mentă verde proaspătă (sau o felie de portocală).
Alternativ cocktail-ul poate fi făcut fără mentă, cu vodcă, blue curaçao, gin și apă tonică cu gheață.
Numele de Aqua Velva provine de la aftershave-ul Aqua Velva, datorită culorii albastre. În filmul "Zodiac", Aqua Velva este menționată de către actorii Jake Gyllenhaal și Robert Downey Jr.